# Guilherme Marback
Guilherme Carneiro da Rocha Marback (Salvador, 28 de março de 1898 — Salvador, 6 de abril de 1954) foi um político brasileiro e governador interino do Estado da Bahia.

## Vida
Filho do casal Guilherme Lassanse Marback e Maria Madalena Carneiro da Rocha Marback.
Em 8 de dezembro de 1919, formou-se em direito na Faculdade de Direito da Bahia. Ao lado de outros, fundou o Instituto de Economia e Finanças da Bahia, do qual foi presidente e vice-presidente. Foi ainda professor e diretor da Faculdade de Ciências Econômicas da Universidade Federal da Bahia.
Anteriormente à carreira político-eleitoral, também exerceu os cargos de Fiel de Tesoureiro do Banco Auxiliar das Classes (ainda durante o curso superior), Fiscal da Inspetoria Geral dos Bancos (nomeado em 2 de junho de 1921), oficial do gabinete do governador Vital Soares entre 29 de março de 1928 e 24 de outubro de 1930 e tabelião de Notas da Comarca de Salvador a partir de abril de 1932.
Candidatou-se em 1934 e foi eleito deputado representante dos funcionários públicos à Assembleia Constituinte da Bahia. A nova Carta Estadual foi promulgada e continuou a exercer o mandato até 10 de novembro de 1937, devido ao Estado Novo. Candidatou-se para outra assembleia constituinte e foi eleito novamente, dessa vez deputado da Assembleia Nacional Constituinte de 1946; entretanto, não assumiu pois nomeado em fevereiro Interventor Federal. Logo em junho do mesmo ano, exonerou-se do cargo. Foi chefe da Secretaria da Fazenda e Tesouro por duas vezes: de 11 de março a 31 de dezembro de 1938, na interventoria de Landulfo Alves, e de 3 de dezembro se 1942 a 29 de outubro de 1945, na interventoria de Pinto Aleixo.